# ボカチカ (テキサス州)
ボカチカ（Boca Chica）は、テキサス州キャメロン郡 、サブデルタ半島東部に位置する地域。北はブラウンズビル船舶航路、南はリオ・グランデ川とメキシコ、東はメキシコ湾に接する。この地域は、ブラウンズビルの約40km東に広がっている。テキサス州道4号線 (ボカチカハイウェイ、ボカチカブールバードとも) が東西に走り、ボカチカが終点となっている。

## 歴史
ボカチカを通る交通手段は、この地域の歴史の中で重要な部分を占めている。19世紀にはボカチカを横断する陸路が存在し、北にあるブラゾスサンディアゴ港を起点とし、現在のブラウンズビルであるリオ・グランデ・バレーへと向かうものだった。米墨戦争で使用された道路と南北戦争で使用された鉄道橋の遺構が、2013年現在どちらも残っている。19世紀後半には、サブデルタ半島の耕作可能な土地の多くが牧場となった。

## スペースXの実験施設
2012年、スペースXはボカチカを民間の打ち上げ施設の建設候補地として挙げられた。コントロールセンターはボカチカにあり、発射施設は東におよそ3.2km離れた場所に存在する。2012年から限定的な建設が開始され、大規模なものは2018年に入ってから行われた。
新しく設計されたラプターロケットエンジンを搭載した、スターシップの飛行実験は2019年から始まり、2021年まで続いた。

### スターベース
スペースXは2020年8月、「ボカチカを『21世紀の宇宙港』に変える」ことを目的とし、南テキサスにリゾートを建設することを検討していると発表した。
2021年3月、スペースXのCEOであるイーロン・マスクは、ボカチカにスターベースと呼ばれる新しい都市を組み込む計画を正式に発表した。スターベースには既存の集落、スペースXの実験施設と発射施設、および周辺のボカチカエリアが含まれる。
運用が始まると、ロケットの実験や打ち上げを通じて爆発や墜落事故が相次ぎ、破片が施設外に飛散する状況が相次いだ。スペースX側は、近隣住民に対する脅威はないと報告したが、環境保護団体は、周辺の野生生物の生息地に脅威をもたらしているとして同社を非難。また、施設が国境付近にあたることから、メキシコのクラウディア・シェインバウム大統領は、飛散する破片による環境汚染の可能性をめぐって訴訟も辞さない構えを見せた。